# Telipogon penningtonii
Telipogon penningtonii är en orkidéart som beskrevs av Dodson och Rodrigo Escobar. Telipogon penningtonii ingår i släktet Telipogon och familjen orkidéer. Inga underarter finns listade i Catalogue of Life.